# Yamandú Orsi
Yamandú Ramón Antonio Orsi Martínez (1967) is een Uruguayaans politicus. Sinds 1 maart 2025 is hij de 43e President van Uruguay, gekozen voor een termijn van vijf jaar. Op 24 november 2024 had hij namens de coalitie Breed Front de nationale verkiezingen gewonnen. Voordat hij presidentskandidaat werd was Orsi intendent van Canelones gedurende twee termijnen, van 2015 tot 2024. 

## Biografie
Orsi werd geboren op 13 juni 1967 op het platteland in het departement Canelones. Hij behaalde in 1991 het diploma van leraar geschiedenis aan het Instituto de Profesores Artigas, een lerarenopleiding. Daarna gaf hij les op middelbare scholen en beheerde tegelijkertijd de groentewinkel van zijn familie, tot hij in 2005 een betrekking kreeg in het bestuur van Canelones.

## Politieke carrière
Als student, in 1990, werd Orsi lid van de Movimiento de Participación Popular (Beweging voor Participatie van het Volk), de partij van José Mujica, gelieerd aan het Breed Front. In 2005 werd hij algemeen secretaris van het bestuur van het departement Canelones. In 2015 werd hij verkozen tot intendent van het departement. In 2020 werd hij herkozen voor een tweede termijn.
In 2024 werd Orsi presidentskandidaat voor het Breed Front. Op 27 oktober, bij de eerste ronde van de verkiezingen, behaalde hij 44% van de stemmen en plaatste zich daarmee voor de tweede en beslissende verkiezingsronde op 24 november van dat jaar, waarin hij Alvaro Delgado van de Nationale Partij versloeg. Hij trad aan op 1 maart 2025 voor een termijn tot 1 maart 2030.
Aparicio Méndez (1976-1981) · Gregorio Álvarez (1981-1985) · Rafael Addiego Bruno (1985) · Julio María Sanguinetti (1985-1990) · Luis Alberto Lacalle (1990-1995) · Julio María Sanguinetti (1995-2000) · Jorge Batlle Ibáñez (2000-2005) · Tabaré Vázquez (2005-2010) · José Mujica (2010-2015) · Tabaré Vázquez (2015-2020) · Luis Alberto Lacalle Pou (2020-2025) · Yamandú Orsi (2025-heden)